# トランFC
トランFC（タイ語: สโมสรฟุตบอลจังหวัดตรัง, 英語: Trang Football Club）は、タイ王国のトラン県をホームタウンとするサッカークラブ。

## 歴史
2010年にリージョナルリーグ・ディヴィジョン2（3部）の南部リーグに加入。準優勝してチャンピオンシップに進出したが、グループリーグ最下位に終わった。2012年に南部リーグで初優勝した。しかし、チャンピオンシップではグループリーグ最下位に終わり、タイ・ディヴィジョン1リーグ（2部）に昇格できなかった。

## タイトル

### 国内タイトル
- リージョナルリーグ・ディヴィジョン2 南部 (1) : 2012
  - 準優勝 (1) :  2010

## 過去の成績
- 2010 リージョナルリーグ・ディヴィジョン2 南部 : 2位
  - 2010 リージョナルリーグ・ディヴィジョン2 チャンピオンシップ : グループA 6位
- 2011 リージョナルリーグ・ディヴィジョン2 南部 : 11位
- 2012 リージョナルリーグ・ディヴィジョン2 南部 : 優勝
  - 2012 リージョナルリーグ・ディヴィジョン2 チャンピオンシップ : グループB 6位
- 2013 リージョナルリーグ・ディヴィジョン2 南部 : 8位